# Alþýðufylkingin
Die Alþýðufylkingin (deutsch: Volksfront von Island, Parteibuchstabe R) ist eine sozialistische Kleinpartei in Island.

## Geschichte
Gegründet wurde die Partei am 18. Februar 2013 in Reykjavík. Parteivorsitzender wurde Þorvaldur Þorvaldsson.
Bei ihrem erstmaligen Antritt zur Parlamentswahl 2013 erreichte sie die Partei etwa 0,1 Prozent der Stimmen und erhielt damit keinen Sitz im nationalen Parlament Althing. Auch bei den vorgezogenen Wahlen 2016 und 2017 konnte die Partei mit 0,3 Prozent (2016) bzw. 0,19 Prozent (2017) nicht ins Althing einziehen. An der Parlamentswahl in Island 2021 hat die Partei nicht teilgenommen.

## Programm
In ihrem Programm setzt sich die Partei unter anderem für folgendes ein:
- Island soll weder der EU beitreten noch Mitglied der NATO sein
- die Wirtschaft soll in großen Teilen sozialisiert werden
- Gleichstellung als Grundprinzip: Vorbeugung der Diskriminierung aufgrund der Herkunft, des Geschlechts, des Alters, der sexuellen Orientierung, des Wohnsitzes oder einer anderen sozialen Stellung
- eine „Wiederauferstehung“ des Gesundheitssystems unter anderem durch die Stärkung der Grundversorgung
- die natürlichen Ressourcen des Landes sollen zum nationalen Eigentum erklärt und dürfen nicht verkauft oder verpfändet werden
- alle Gewinne aus den natürlichen Ressourcen sollen zur Erhöhung des Lebensstandards der Bevölkerung genutzt werden
- eine Steuerreform: alle Abgaben, die die Öffentlichkeit bezahlen muss, sollen gesenkt und im Gegenzug die Steuern auf Unternehmensgewinne erhöht werden